# Nationale Antikorruptionsbehörde (Rumänien)
Die Nationale Antikorruptionsbehörde Rumäniens (rumänisch Direcția Națională Anticorupție, abgekürzt DNA) ist eine im September 2002 gegründete unabhängige rumänische Behörde zur Bekämpfung der Korruption in Rumänien, die als strukturelles Massenphänomen gilt. Bis zum März 2006 hieß sie Nationale Antikorruptionsstaatsanwaltschaft. Geleitet wurde die Behörde seit Mai 2013 bis zu ihrer Entlassung im Juli 2018 von Laura Kövesi. Die Amtszeit des Behördenchefs beträgt drei Jahre und kann einmal verlängert werden. Die Kompetenzen der Behörde wurden im Laufe der Jahre wiederholt geändert. Die Gründung der Antikorruptionsbehörde gehörte zusammen mit der Gründung der Nationalen Integritätsagentur und der Behörde zur Bekämpfung der organisierten Kriminalität und des Terrorismus zu den rumänischen Reformen, die mit Blick auf den EU-Beitritt Rumäniens vorgenommen wurden.
Der Generalstaatsanwalt der DNA ist dem Chefankläger am Obersten Gerichts- und Kassationshof (rumänisch Înalta Curte de Casație și Justiție) Rumäniens unterstellt. Er wird vom Justizminister nominiert und vom rumänischen Präsidenten ernannt.
Seit 2004 arbeitet die DNA zusammen mit dem Europäischen Amt für Betrugsbekämpfung (OLAF).
Im Jahr 2009 waren etwa 74 Staatsanwälte in der DNA tätig, die 2.642 Fälle zur Anklage brachten. 1.871 Fälle wurden abgeschlossen, wobei in 168 Fällen 552 Beschuldigte verurteilt wurden.

## Chronik
Am 7. Oktober 2011 eröffnete die Antikorruptionsbehörde ein Ermittlungsverfahren gegen Iuliana Pusoiu, Richterin am Obersten Gerichtshof. Gegen eine zweite Richterin am Obersten Gerichtshof, Gabriela Barsan, wird noch ermittelt. Es gibt gegen weitere Richter Untersuchungen.
Am 9. November 2011 wurde der Bürgermeister von Klausenburg, Sorin Apostu, unter dem Verdacht der Bestechung festgenommen.

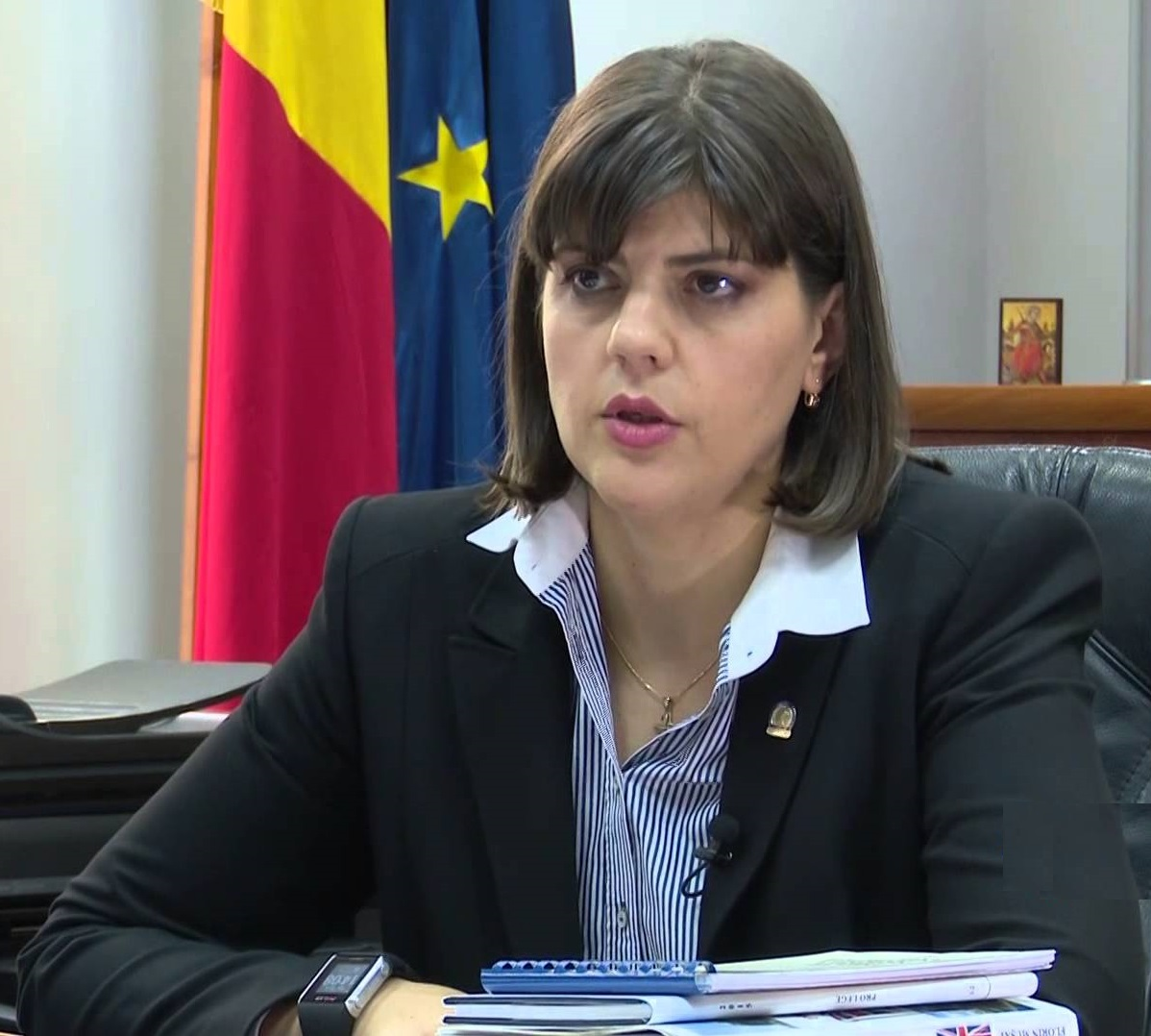
Laura Kövesi

Justizminister Tudorel Toader versuchte mehrfach, DNA-Chefin Laura Codruța Kövesi sowie Generalstaatsanwalt Augustin Lazar abzuberufen, scheiterte aber an landesweiten Protesten. Neben rund 1.000 Politikern und Beamten hatte die DNA auch in- und ausländische Geschäftsleute vor Gericht gebracht. Darunter den Milliardär Beny Steinmetz und den Politikberater Tal Silberstein wegen organisierter Kriminalität, Geldwäsche und Bestechung. Am 3. April 2016 wurden David Geclowicz und Ron Wainer, zwei Angestellte der israelischen Sicherheitsfirma Black Cube festgenommen. Sie hatten versucht Kövesi einzuschüchtern und zu diskreditieren. Dazu hatten sie zahlreiche Drohanrufe getätigt und Cyberangriffe gegen sie und ihre Verwandten und Freunde ausgeführt. Geclowicz und Wainer wurden zu Haftstrafen verurteilt.
Am 9. Juli 2018 wurde die Chefin der Antikorruptionseinheit der Staatsanwalt (DNA), Laura Kövesi, entlassen, nachdem Justizminister Tudorel Toader mehrere Monate zuvor ihre Absetzung beantragt hatte. Toader warf ihr unter anderem vor, durch ihre Kritik an der Justizreform dem Ansehen Rumäniens geschadet und gegen die Verfassung verstoßen zu haben. Kövesis Unterstützer gehen jedoch davon aus, dass Kövesi entlassen wurde, da die Behörde unter ihr Korruptionsermittlungen gegen Mitglieder der gesellschaftlichen Führungsschicht durchgeführt hat. Die EU hat die Arbeit von Kövesi sehr geschätzt. Treibende Kraft hinter der Entlassung war der Chef der Regierungspartei PSD, Liviu Dragnea, der nicht Ministerpräsident werden darf, weil er vorbestraft ist, und dessen Partei außerdem eine Lockerung der Anti-Korruptionsgesetze durchgesetzt hat.